# Todo no fue suficiente
«Todo no fue suficiente» es una canción escrita e interpretada por el dúo estadounidense Ha*Ash. Se lanzó como el tercer sencillo del álbum A tiempo el 2 de enero de 2012. La pista fue compuesta por Ashley Grace, Hanna Nicole y Yoel Henríquez.
El tema fue compuesto basado en el divorcio de los padres del dúo. Alcanzó la segunda y undécima posición en las listas Billboard en México. Adicionalmente se posicionó en el primer lugar en ventas durante su lanzamiento en la tienda virtual iTunes.

## Antecedentes y composición
«Todo no fue suficiente» fue compuesta por Ashley Grace, Hanna Nicole y Yoel Henríquez, mientras que la producción fue llevada a cabo por el mexicano Áureo Baqueiro. La canción trata según las palabras de la hermanas "de una relación donde una de las personas se aleja de la otra, a pesar de todo lo que ella le daba". Es por ello, que en la canción se expresa: «pero todo no fue suficiente, me mata perderte». La pista refleja lo que para ellas fue el divorcio de sus padres.

## Recepción
«Todo no fue suficiente» alcanzó el segundo lugar en la lista México Español Airplay, además de la ubicación once en México Airplay, ambas de Billboard. Adicionalmente se posicionó en la cuarta posición en el Monitor Latino de México.

## Vídeo musical
El primer vídeo de «Todo no fue suficiente» fue estrenado en formato acústico el día 1 de agosto de 2011 en el canal de YouTube del dúo. En él se ve a las integrantes del dúo junto a su banda interpretando en vivo la canción en una versión acústica. El vídeo forma parte del DVD incluido en la edición estándar del álbum A tiempo. A octubre de 2019 el vídeo cuenta con 28 millones de reproducciones.
En el año 2012 se volvió a grabar una versión en vivo, esta vez en concierto e integrada en la edición especial del álbum ya mencionado.
El vídeo oficial se estrenó el 23 de febrero de 2012, en el cual el dúo es el protagonista del vídeo interpretando de forma desgarradora la canción, se observa a Hanna cayendo a una piscina y cantando dentro de ella, mientras Ashley está en un bosque, en una completa obscuridad. En el año 2017 el vídeo superó los 100 millones de reproducciones en YouTube logrando su certificado Vevo. Hasta octubre de 2019 el vídeo cuenta con 160 millones de reproducciones.

## Presentaciones en vivo
El tema ha sido incluido en las giras A Tiempo Tour, 1F Hecho Realidad Tour y la Gira 100 años contigo. Ha sido cantando desde el año 2011 hasta el año 2019. Ha*Ash ha cantando en dos oportunidades el tema «Todo no fue suficiente» con la participación de otros artista:
- 23 de septiembre de 2012 en el Auditorio Nacional, México junto a Ana Torroja durante la gira A Tiempo Tour.[19][20]

- 19 de octubre de 2012 en el Auditorio Nacional, México junto a María José durante la gira A Tiempo Tour.[21]

## Créditos de la canción
Créditos adaptados de Genius y AllMusic.
Grabación y gestión
- País de grabación: Estados Unidos
- Sony / ATV Discos Music Publishing LLC / Westwood Publishing
- Copyright (P): 2011 Sony Music Entertainment México, S.A. De C.V.

Músicos y personal
- Ashley: Composición, guitarra, vocales.
- Hanna: Composición, vocales, guitarra y piano.
- Áureo Baqueiro: Arreglos, coros, dirección, piano.
- Vicky Echeverri: Coros, piano.
- Yoel Henríquez: Composición
- Michele Canova: Arreglos, dirección.
- Pablo Manresa: Arreglos.
- Christian Rigano: Piano
- Aaron Sterling: Batería
- Rafa Vergara: Arreglos.

## Posicionamiento en listas
Listas de posicionamiento incluyendo solo México.
| Listas (2012)                   | Mejor posición |
| ------------------------------- | -------------- |
| México (México Airplay)         | 11             |
| México (México Español Airplay) | 2              |
| México (Monitor Latino)         | 5              |
| México Tocadas (Monitor Latino) | 4              |

## Premios y nominaciones
| Año  | Vevo Certified Award     | Categoría      | Resultado | Ref   |
| ---- | ------------------------ | -------------- | --------- | ----- |
| 2017 | «Todo no fue suficiente» | Vevo Certified | Ganadoras | [ 5 ] |